# Madusa
Debra Ann Miceli (née le 9 février 1964 à Milan) est une catcheuse (lutteuse professionnelle), une valet et une pilote de monster truck américaine connue sous le nom de ring de Madusa ou Madusa Miceli.
Elle commence sa carrière dans le Minnesota et se fait connaitre à l'American Wrestling Association (AWA). Au sein de cette fédération, elle devient championne du monde de l'AWA ainsi que la valet de Curt Hennig. Elle part ensuite au Japon en 1989 où elle est la première américaine à signer un contrat à temps plein avec l'All Japan Women's Pro-Wrestling et y devient championne du monde de l'International Wrestling Association à deux reprises.
Au début des années 1990, elle retourne aux États-Unis d'abord à la World Championship Wrestling (WCW) où elle est membre de la Dangerously Alliance managé par Paul E. Dangerously. Elle quitte la WCW en 1993 pour la World Wrestling Federation où elle devient championne du monde de la WWF à trois reprises.
Elle quitte la WWF pour retourner à la WCW en 1995 alors qu'elle est championne de la WWF et jette sa ceinture dans une poubelle à la télévision. Elle est finaliste du tournoi désignant la première championne de la WCW qu'elle perd face à Akira Hokuto. Elle est ensuite championne poids lourds-légers de la WCW et est la première femme à détenir ce titre. En plus de cela, elle continue à agir comme valet en accompagnant notamment Randy Savage et est entraineur chargée des catcheuses au WCW Power Plant.
À la fin des années 1990, l'United States Hot Rod Association (en) souhaite utiliser son nom de ring pour un monster truck. Elle donne son accord et décide de le piloter. Elle connait un certain succès en étant co championne USHRA Monster Jam dans la catégorie Freestyle en 2004 et championne USHRA Monster Jam dans la catégorie course l'année suivante et met un terme à sa carrière en 2016. En 2015, elle devient membre du WWE Hall of Fame.

## Jeunesse
Miceli grandit dans le Minnesota et fait de la gymnastique. Après le lycée, elle entre dans une école d'infirmière. Alors qu'elle travaille comme infirmière, un ami de son petit ami de l'époque l'invite à essayer le catch.

## Carrière de catcheuse

### Débuts (1984–1986)
En 1984, Miceli souhaite devenir cascadeuse et s'entraine auprès d'Eddie Sharkey à Minneapolis,. Elle fait ses premiers combats dans les bars de la région et gagne 5 dollars par match et doit donc continuer à travailler comme infirmière pour vivre. Durant cette période, elle prend des stéroïdes mais arrête rapidement après avoir eu un problème sanguin.

### American Wrestling Association (1986–1988)
En 1988, Wahoo McDaniel (en) recommande Miceli à Verne Gagne, le promoteur de l'American Wrestling Association (AWA). Elle prend le nom de Madusa Miceli qui est un jeu de mots avec Made in USA,. Elle y devient l'une des principales rivales de Sherri Martel durant son dernier règne de championne du monde de l'AWA. Les deux femmes s'affrontent dans un match de championnat le 2 mai 1987 où Martel conserve son titre. Martel quitte l'AWA pour la World Wrestling Federation le 25 juillet et rend son titre. Ce titre reste vacant jusqu'au 27 décembre où Madusa bat Candi Devine dans un match de championnat. Dans le même temps, elle est aussi la valet de Kevin Kelly puis de Curt Hennig. Son règne de championne de l'AWA prend fin après sa défaite face à Wendi Richter le 26 novembre 1988. En fin d'année, le magazine Pro Wrestling Illustrated la désigne comme étant la rookie de l'année 1988 faisant d'elle la première femme à recevoir cette distinction.

### All Japan Women's Pro Wrestling (1989–1991)
En 1989, Miceli part au Japon lutter à l'All Japan Women's Pro-Wrestling. Le 4 janvier, elle remporte le championnat du monde de l'International Wrestling Association (IWA) après sa victoire sur Chigusa Nagayo et perd ce titre le lendemain face à cette dernière,. Elle y devient la première américain à être sous contrat avec une fédération de joshiresu. Elle y améliore son style sur le ring en ajoutant des mouvements venant de la boxe, du kickboxing ou du muay-thaï. Elle est championne du monde de l'IWA une seconde fois du 14 septembre 1989 après avoir vaincu Beastie et rend son titre en 1991 quand elle quitte le Japon.

### World Championship Wrestling (1991-1993)
Le 27 octobre 1991 au cours d'Halloween Havoc, Madusa apparait pour la première fois à la World Championship Wrestling (WCW) et accompagne Paul E. Dangerously et The Phantom. Dangerously demande à The Phantom de se démasquer dévoilant qu'il est Rick Rude et ce trio se fait connaitre comme étant la Dangerous Alliance. La WCW n'ayant pas de division féminine, elle agit comme valet de Rude durant sa rivalité avec Sting ; Madusa aidant Lex Luger à le blesser en dansant pour Sting le 19 novembre. Plus tard, Rude devient champion des États-Unis de la WCW après sa victoire sur Sting.
Le 25 octobre 1992, Madusa interrompt une interview de Dangerously après la victoire de Vader qui remplace Rude dans un match pour le championnat des États-Unis face à Nikita Koloff. Cela met en colère Dangerously qui la renvoie du clan et cette interview se conclut avec Madusa et Dangerously qui se battent. Ils s'affrontent à Clash of the Champions XXI le 18 novembre dans un match d'une durée maximale de 5 minutes ; Madusa ruse en envoyant Mike Thor avec une perruque blonde sur le ring. Quand Dangerously souhaite l'humilier en l'embrassant il prend conscience de la supercherie et Madusa l'attaque. Après les cinq minutes, Madusa arrache le pantalon de son adversaire qui retourne aux vestiaires et ce combat se termine sur une égalité.

### World Wrestling Federation (1993-1996)

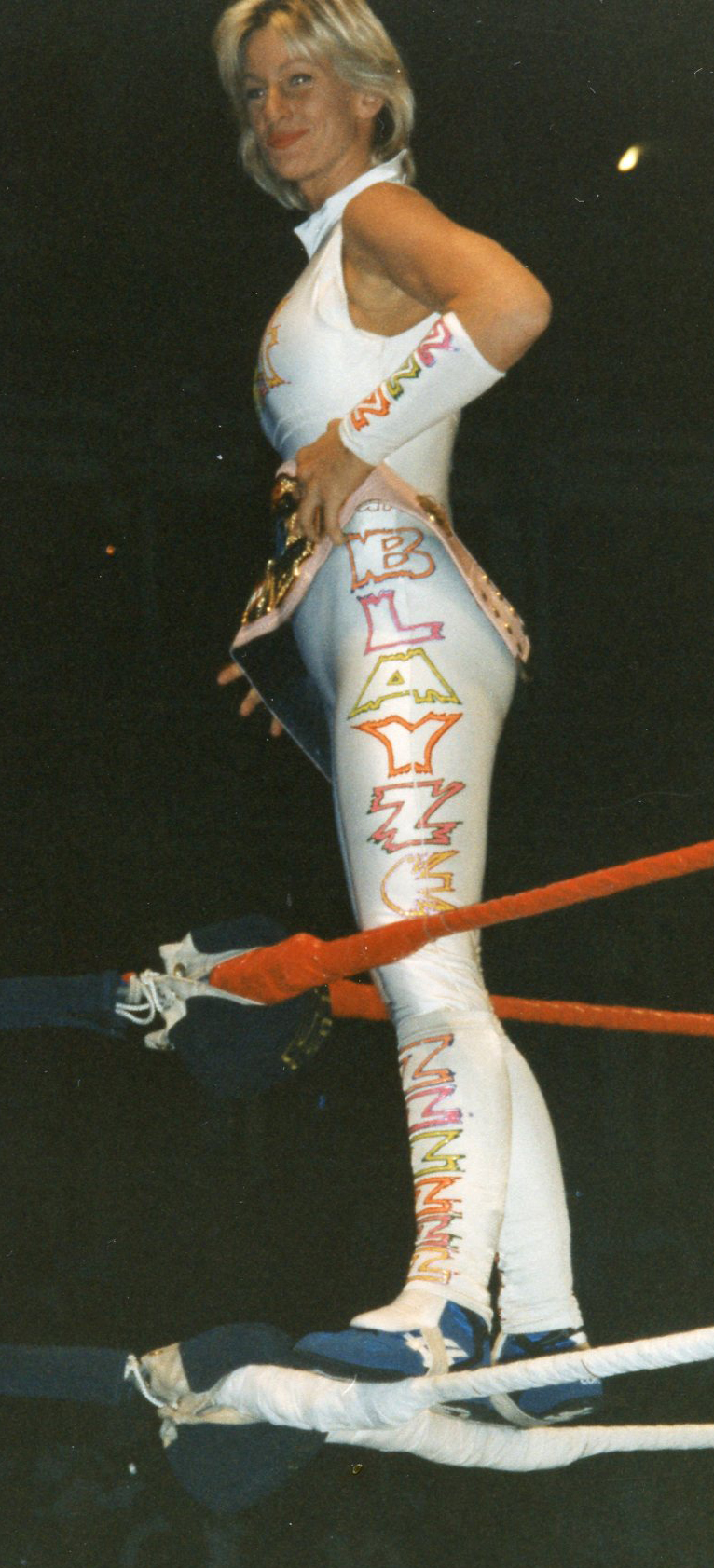
Alundra Blayze avec la ceinture de championne de la WWF.

Fin 1993, Greg Valentine persuade Pat Patterson, le bras-doit de Vince McMahon, de faire venir Miceli à la World Wrestling Federation (WWF). Elle change de nom de ring pour celui d'Alundra Blayze. La WWF souhaite relancer sa division féminine et fait d'elle la championne du monde de la WWF après sa victoire sur Heidi Lee Morgan en finale d'un tournoi le 13 décembre,.
Elle défend son titre avec succès le 20 mars 1994 durant WrestleMania X face à Leilani Kai. Durant ce combat, Kai n'est plus capable physiquement de réaliser une prestation correcte sur le ring. Miceli recommande alors à Vince McMahon d'engager Bull Nakano qui travaille à l'All Japan Women's Pro-Wrestling. Le premier combat les opposant le 1er août se termine par un double décompte à l'extérieur. Leur second combat le 29 août au cours de SummerSlam voit Blayze conserver son titre. Cet affrontement s'avère être de bonne qualité d'après Pro Wrestling Illustrated qui le désigne en fin d'année comme étant le 4e match de l'année. Nakano parvient à mettre fin à son règne le 20 novembre au cours de Big Egg Wrestling Universe, un spectacle de l'All Japan Women's Pro-Wrestling. En fin d'année, Pro Wrestling Illustrated juge que son retour sur le ring est le 4e comeback de l'année 1994.
Blayze récupère le titre le 3 avril 1995 face à Bull Nakano, juste après sa victoire Bertha Faye l'attaque. La WWF fait alors croire que Faye casse le nez de sa nouvelle rivale pour avoir un prétexte pour l'absence de Miceli qui va s'offrir des opérations de chirurgie esthétique (augmentation mammaire et rhinoplastie). Blayze réapparaît à la WWF durant l'été et perd son titre le 27 août à SummerSlam face à Faye,. Elle est une dernière fois championne du monde de la WWF le 23 octobre après sa victoire sur Bertha Faye. Quelques semaines après cette victoire, la WWF l'informe de son renvoi car la fédération souhaite mettre un terme à la division féminine.

### Retour à la World Championship Wrestling (1995-2001)
À la fin de l'année 1995, Eric Bischoff qui est le président de la World Championship Wrestling (WCW) contacte Miceli pour la faire revenir dans sa fédération. Elle apparait le 18 décembre à Monday Nitro où elle jette sa ceinture de championne de la WWF dans une poubelle.
Le 23 janvier 1996 durant Clash of the Champions XXXII, Madusa empêche le mariage entre Col. Robert Parker et Sherri Martel en attaquant cette dernière. Elle dispose rapidement de Martel pour son premier combat depuis son retour à la WCW six jours plus tard. Après Martel, c'est le fiancé de cette dernière que Madusa affronte le 24 mars à Uncensored que le colonel Parker remporte. La WCW créé une division féminine durant l'été en s'associant avec la fédération japonaise GAEA Japan. Cela permet à Madusa d'affronter à nouveau Bull Nakano le 10 août au cours d'Hog Wild dans un match où la gagnante détruit la moto de son adversaire. Nakano remporte le match puis l'arbitre revient sur sa décision permettant à Madusa de casser la moto de Nakano avec une massue. Les deux femmes s'affrontent une seconde fois cinq jours plus tard à Clash of the Champions XXXIII où Madusa l'emporte à nouveau. Elle est ensuite une des participantes du tournoi désignant la première championne de la WCW organisé en fin d'année. Elle élimine Reina Jubuki au premier tour le 4 novembre puis Zero (en) en demi finale la semaine suivante,. Elle échoue en finale le 29 décembre à Starrcade face à Akira Hokuto.
Elle tente de mettre fin au règne de championne de la WCW d'Akira Hokuto le 6 avril à Spring Stampede, mais Luna Vachon intervient en fin de match en donnant un coup de pied à Madusa permettant à Hokuto de garder son titre. Dans les semaines qui suivent, Vachon demande à devenir la challenger pour le championnat féminin de la WCW au détriment de Madusa. Une rivalité se met en place entre les deux femmes qui s'affrontent le 18 mai au cours de Slamboree que Madusa remporte. Elle met sa carrière en jeu pour son match de championnat mais ne parvient pas à la vaincre le 15 juin durant The Great American Bash.
Elle reste employée par la WCW comme entraîneur au WCW Power Plant chargée de la formation des futures catcheuses. Elle forme notamment Molly Holly, Torie Wilson et Stacy Keibler.
En 1999, elle réapparaît comme valet du clan Team Madness (en) composé de Randy Savage, Sid Vicious, Miss Madness et Gorgeous George (en). Le 19 avril, Savage lui demande à elle et Miss Madness d'entraîner Gorgeous George,. Le 9 mai à Slamboree, Gorgeous George bat Charles Robinson et contraint Ric Flair, qui est alors le président de la WCW à l'écran, de réengager Savage.

## Carrière de pilote de Monster Truck

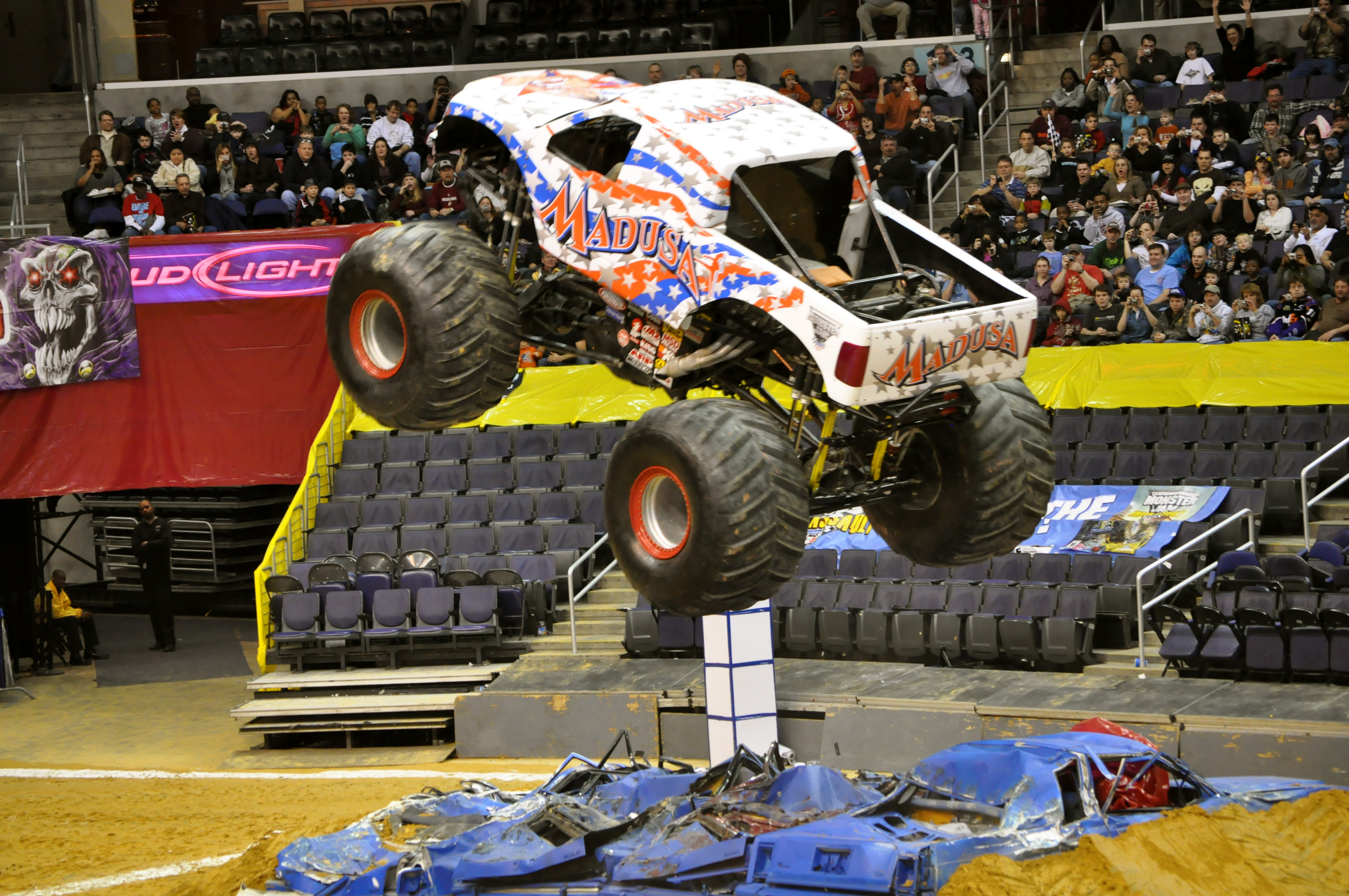
Madusa, le monster truck de Debra Miceli en 2009.

À la fin des années 1990, l'United States Hot Rod Association (en) propose à Miceli de participer à des courses et des concours de figures de Monster truck. Elle s'entraine à la conduite de ce type de véhicule auprès de Dennis Anderson (en). Elle participe à ses premiers évènements comme pilote en 2000 et baptise son monster truck Madusa. Quand la World Wrestling Federation rachète la World Championship Wrestling début 2001, elle décide de continuer sa carrière de pilote. Elle devient rapidement une des meilleures femmes du Monster Jam ce qui lui vaut le surnom de « First Lady of Monster Jam. » tant de la part des public que des organisateurs.
En 2004, elle est co championne du monde USHRA Monster Jam dans la catégorie Freestyle à égalité avec Lupe Soza et Tom Meents.
L'année suivante, elle est championne du monde USHRA Monster Jam en course devant Dennis Anderson (en).

## Vie privée
Elle épouse le catcheur Eddie Gilbert (en) en 1991 puis le joueur de football américain Ken Blackman en 1998. En 2011, elle épouse Alan Johnson, un militaire.

## Palmarès

### Au catch
- All Japan Women's Pro-Wrestling
  - 2 fois championne du monde de l'International Wrestling Association[15]
- American Wrestling Association (AWA)
  - 1 fois championne du monde de l'AWA[49]
- International World Class Championship Wrestling (IWCCW)
  - 1 fois championne de l'IWCCW[50]
- World Championship Wrestling (WCW)
  - Championne poids lourds-légers de la WCW [51]
- World Wrestling Federation / Entertainment (WWF / WWE)
  - 3 fois championne du monde de la WWF
  - 1 fois WWE 24/7 Champion
  - Membre du WWE Hall of Fame (promotion 2015)

### Dans les sports automobiles
- United States Hot Rod Association
  - USHRA Monster Jam World Finals Freestyle Co-Championship (2004)[52]
  - USHRA Monster Jam World Finals Racing Championship (2005)[52]

## Récompenses des magazines
- Pro Wrestling Illustrated
  - Rookie de l'année 1988[53]
  - 4e match de l'année 1994 face à Bull Nakano le 29 août durant SummerSlam[24]
  - 4e comeback de l'année 1994[24]